# Archie Gemmill
Archibald Gemmill (Paisley, 1947. március 24. – ) skót válogatott labdarúgó, edző. 

## Pályafutása

### Klubcsapatban
Pályafutását 1964-ben a St. Mirrenben kezdte, ahol három évig játszott. 1967-ben leigazolta a Preston North End, melynek színeiben ugyancsak három évig szerepelt. 1970-ben szerződtette a Derby County, melynek tagjaként 1972-ben és 1975-ben megnyerte az angol másodosztályt. 1977 és 1979 között a Nottingham Foresttel feljutott az élvonalba és bejutott a bajnokcsapatok Európa-kupájának a döntőjébe, amit szintén megnyertek. 1979-ben a Birmingham City igazolta le, ahol három évet töltött. 1982-ben rövid ideig játszott az Egyesült Államokban, a Jacksonville Tea Men csapatában, majd visszatért Angliába a Wigan Athletic együtteséhez. 1982 és 1984 között a Derby Countyban játszott és innen is vonult vissza az aktív játéktól.

### A válogatottban
1971 és 1981 között 43 alkalommal szerepelt az skót válogatottban és 8 gólt szerzett. Részt vett az 1978-as világbajnokságon. Pályafutása legismertebb momentuma a Hollandia elleni csoportmérkőzésen szerzett gólja, amikor kicselezte a komplett holland védelmet, majd a kapuba emelte a labdát.
| Válogatott | Év       | Mérk. | Gólok |
| ---------- | -------- | ----- | ----- |
| Skócia     | 1971     | 3     | 1     |
| Skócia     | 1972     | 4     | 0     |
| Skócia     | 1975     | 2     | 0     |
| Skócia     | 1976     | 6     | 1     |
| Skócia     | 1977     | 7     | 0     |
| Skócia     | 1978     | 10    | 4     |
| Skócia     | 1979     | 2     | 1     |
| Skócia     | 1980     | 7     | 1     |
| Skócia     | 1981     | 2     | 0     |
| Összesen   | Összesen | 43    | 8     |

#### Góljai a válogatottban
| #  | Dátum             | Helyszín                           | Ellenfél       | Eredmény | Végeredmény | Kiírás                        | Ref.  |
| -- | ----------------- | ---------------------------------- | -------------- | -------- | ----------- | ----------------------------- | ----- |
| 1. | 1971. október 13. | Hampden Park, Glasgow              | Portugália     | 2–1      | 2–1         | 1972-es Eb-selejtező          | [ 5 ] |
| 2. | 1976. május 8.    | Hampden Park, Glasgow              | Észak-Írország | 1–0      | 3–0         | 1975–76-os Brit házibajnokság | [ 6 ] |
| 3. | 1978. február 22. | Hampden Park, Glasgow              | Bulgária       | 1–1      | 2–1         | Barátságos                    | [ 6 ] |
| 4. | 1978. június 11.  | Estadio Ciudad de Mendoza, Mendoza | Hollandia      | 2–1      | 3–2         | 1978-as vb                    | [ 6 ] |
| 5. | 1978. június 11.  | Estadio Ciudad de Mendoza, Mendoza | Hollandia      | 3–1      | 3–2         | 1978-as vb                    | [ 6 ] |
| 6. | 1978. október 25. | Hampden Park, Glasgow              | Norvégia       | 3–2      | 3–2         | 1980-as Eb-selejtező          | [ 6 ] |
| 7. | 1979, október 17. | Hampden Park, Glasgow              | Ausztria       | 1–1      | 1–1         | 1980-as Eb-selejtező          | [ 6 ] |
| 8. | 1980, március 26. | Hampden Park, Glasgow              | Portugália     | 4–1      | 4–1         | 1980-as Eb-selejtező          | [ 6 ] |

## Sikerei, díjai

### Játékosként
Derby County
- Angol másodosztályú bajnok (2): 1971–72, 1974–75
- Angol szuperkupa (1): 1975

Nottingham Forest
- Angol másodosztályú bajnok (1): 1977–78
- Angol ligakupa (1): 1978–79
- Angol szuperkupa (1): 1978
- Bajnokcsapatok Európa-kupája (1): 1978–79

### Edzőként
Rotherham United
- Football League Trophy (1): 1995–96